# Lemi
Lemi este o comună din Finlanda.